# Football Club Petit-Goâve
FC Petit-Goâve est un club de football haïtien basé à Petit-Goâve, dans le département de l'Ouest.

## Histoire
Le club a été fondé en 2011 sous le nom d'Association Sportive Petit-Goâve (ASPG)  avant de changer de dénomination en 2014 pour devenir le FC Petit-Goâve.

### Parcours en championnat
Le FC Petit-Goâve a évolué en première division haïtienne (Ligue Haïtienne de Football Professionnel - LHFP).  Le FC Petit-Goâve s'est illustré par de bonnes performances à domicile. Le club était notamment invaincu sur son terrain lors de certaines saisons et avait remporté des matchs importants, comme une victoire 1-0 contre le Valencia FC le 15 août 2013, avec un but de Davidson Charles.
Cependant, à l'issue de la 29e journée du championnat national de première division, l'équipe a été reléguée en division inférieure, terminant à la 16e place du classement avec 25 points et une différence de buts de -16. Trois autres clubs, le Valencia, l'AS Sud-Est et le Racing des Gonaïves, se sont disputés le dernier billet pour le maintien en première division.

## Infrastructures
Le FC Petit-Goâve dispute ses matchs à domicile au Parc Anglade, un stade situé dans la ville de Petit-Goâve.